# Kemisk energi
Kemisk energi är en sorts potentiell energi som finns lagrad i alla ämnen. Den kemiska energin finns lagrad i atomens bindningar, men när ett bränsle eldas upp (förbränns) bryts bindningarna och nya bindningar med lägre energi bildas. Överskottet av kemisk energi frigörs som ljusenergi och värmeenergi. Ett exempel på detta är när vi eldar ved:
Reaktionen startas, molekylernas bindningar bryts, den kemiska energin frigörs och omvandlas till ljusenergi och värmeenergi. Elden skapar alltså värme och dessutom ljus runtomkring. Slaggprodukterna som bildas innehåller alltså en mindre mängd kemisk energi än vad den ursprungliga veden gjorde. Energi kan aldrig försvinna eller nybildas, utan den kan bara omvandlas i olika former (ljus, värme, arbete mm.).
Kemiska ämnen kan vara energirika och energifattiga, ett energifattigt ämne kan bli ett energirikt ämne om man tillsätter energi och vice versa.

## Exempel
Om man leder elektrisk energi genom vatten (H2O) som är ett energifattigt ämne så sönderdelas det till syre och väte (elektrolys). Väte är ett energirikt ämne, men för att den kemiska energin i vätet ska kunna släppas ut behövs ett oxidationsmedel som till exempel syre. När vätet sedan brinner i syret så frigörs exakt samma mängd energi som användes vid elektrolysen.  
2H2O + energi –> 2H2 + O2
2H2 + O2 –> 2H2O + energi